# Olaf Däter
Olaf Däter (* 25. September 1969 in Bremerhaven) ist ein deutscher Serienmörder und wurde als „Serienmörder von Bremerhaven“ oder auch als „Oma-Mörder“ in den Printmedien bekannt.

## Leben
Olaf Däter wurde unehelich geboren und als Einjähriger von seinem Stiefvater adoptiert. Er wuchs mit einem Bruder und einer Schwester auf. Bis zu seiner Verhaftung hielt er engen Kontakt zu seinen Eltern, die ihn finanziell in den häufig auftretenden Notlagen unterstützten; zum Zeitpunkt der Mordserie wohnte er in ihrer Nachbarschaft.
Däter schloss seine schulische Ausbildung mit der mittleren Reife ab und verpflichtete sich anschließend nach vergeblichen Bewerbungsversuchen um eine Lehre als Krankenpfleger für acht Jahre bei der Bundeswehr. Dort meldete er sich bei einer Sanitätseinheit und bekleidete am Ende seiner militärischen Laufbahn den Rang eines Oberfeldwebels. Untergebene Soldaten schilderten ihn als herrisch und penibel auf Ordnung bedacht. Im Anschluss an seine militärische Laufbahn ermöglichte ihm die Bundeswehr in Cuxhaven die Ausbildung zum Krankenpfleger. Däter heiratete nach seiner Bundeswehrzeit, die Ehe wurde aber schon nach einem Jahr wieder geschieden.

## Die Mordserie im Juni 2001
Zum Zeitpunkt seiner Mordtaten war Däter verschuldet, da er eine Vorliebe für luxuriöse Neuwagen besaß, zudem hatte er sich kurz vor der Mordserie mit einer Prostituierten angefreundet. Dieser versuchte er durch eine kostspielige Lebensführung zu imponieren.
Im Juni 2001 wurde der Mehrfachmörder vor der elterlichen Wohnung in Bremerhaven von der Polizei verhaftet. Er hatte zuvor fünf ältere Frauen innerhalb von zehn Tagen ermordet und mehrere seiner Opfer anschließend beraubt. Die sechste Überfallene überlebte nur, weil der Täter die Ohnmacht seines Opfers als vollendete Tötung fehlinterpretierte.
Als der Sohn dieser Frau bei ihr anrief, befand sich Däter noch im Haus des Opfers. Er hob den Hörer ab und legte sofort wieder auf. Nachdem der argwöhnisch gewordene Sohn seine Mutter kurz nach der Tat bewusstlos aufgefunden hatte und die Frau wieder zu sich gekommen war, wurde die Polizei verständigt. Das Opfer konnte den Täter namentlich benennen. Nach dessen Verhaftung stellte sich heraus, dass dieser am selben Tag schon eine andere ältere Dame ermordet hatte. Nach diesen beiden Taten lud er seine Freundin und deren Kind von dem erbeuteten Geld zu einem privaten Rundflug über die Ostfriesischen Inseln und Helgoland ein. Bei seiner Rückkehr wartete die Polizei bereits auf ihn, es bestand nämlich bereits Mordverdacht gegen ihn. Die vier vorherigen Opfer wurden erst nach seinem Geständnis als Mordopfer erkannt, da alle Ärzte bei deren Leichenschau als Todesursache ein natürliches Ableben erkannt zu haben meinten.
Däter hatte zuvor bei seinen späteren Opfern als Kranken- oder Altenpfleger gearbeitet und genoss somit deren Vertrauen, dadurch wurde ihm der Zugang zu den Tatorten ohne Widerstand ermöglicht. Unmittelbar vor Beginn der Mordserie war Däter von seinem Bremerhavener Arbeitgeber (ASB) wegen der Unterschlagung von Patientengeldern fristlos gekündigt worden. Seine vorherige Anstellung in Cuxhaven war ihm aus gleichem Grund gekündigt worden, seine diesbezügliche Vorstrafe verschwieg Däter bei seiner Vorstellung in Bremerhaven und wurde, vom selben Arbeitgeber, diesmal sogar in leitender Funktion angestellt.
Nachdem er die Wohnungen seiner ehemaligen Patientinnen betreten hatte, überfiel er die wehrlosen Frauen hinterrücks und erstickte sie anschließend. Bei diesen Taten setzte er auch seine Leibesfülle ein, indem er sich auf seine Opfer kniete, dabei erlitten die älteren Frauen schwerste innere Verletzungen. Die Anzeichen dieser Gewaltanwendungen wurden bei der Leichenschau von den Hausärzten übersehen, so dass nach der Aufklärung dieser Mordserie in den Medien eine intensive Diskussion über unentdeckte Morde erfolgte und mittlerweile vielerorts eine zusätzliche Leichenschau durch Rechtsmediziner routinemäßig veranlasst wird. Obwohl die Morde als Raubmorde geplant waren, verließ Däter einige Tatorte ohne Beute, da er durch das Klingeln von anderem Pflegepersonal gestört worden war. Die Beute erwies sich als gering. Der Raubmörder entwendete nur Bargeld; Schmuck und andere Wertgegenstände ließ er unangerührt.

## Gerichtliches Nachspiel
Der geständige Olaf Däter wurde vom Landgericht Bremen zu einer lebenslangen Freiheitsstrafe verurteilt. Das Gericht hat wegen besonders arglistiger Heimtücke die besondere Schwere der Schuld festgestellt. Als Motiv für seine Taten gab er Geldnot an, seine Schulden waren zum Zeitpunkt der Morde im oberen fünfstelligen Bereich angesiedelt. Bei seiner polizeilichen Vernehmung versicherte er, dass er seine Mordserie fortgesetzt hätte, wenn er nicht verhaftet worden wäre.

## Rezeption
Der Fall Däter wurde von der ARD in der Reihe Die großen Kriminalfälle in der Folge Der Oma-Mörder von Bremerhaven [Staffel 7; Folge 35] behandelt.